# 都特罗尼勒斯桌山群
都特罗尼勒斯桌山群（Deuteronilus Mensae）是火星上一处方圆937公里的区域，其中心坐标为北纬43.9°、西经337.4°处，它东西横跨西经344°–西经325°，南北覆盖北纬40°–北纬48°。都特罗尼勒斯桌山群区坐落于阿拉伯台地北部，并被包含在伊斯墨诺斯湖区内。它紧邻火星南北分界线，处于古老崎岖的南部高地和北半球低地平原之间。该地区分布着众多可能形成于过去某个冰川期的平顶瘤状地形，东面则是普罗敦尼勒斯桌山群和伊斯墨诺斯槽沟群。目前该地区依然存有冰川，据估计至少有一道冰川形成于最近1万至10万年前，从最近火星勘测轨道飞行器的浅层雷达探测表明，都特罗尼勒斯桌山群部分地区确实蕴藏着水冰。
都特罗尼勒斯桌山群取名自古典返照率特征，“都特罗尼勒斯”（Deuteronilus）一词为拉丁语尼罗河（Nilus)的第二部分的意思。

## 冰源
现在普遍认为，火星上包括都特罗尼勒斯桌山群在内的许多地方都聚积有水冰，当时该行星的轨道倾角与现在大不相同（火星的轴线有相当大幅度的“摆动”，这意味着它的角度会随着时间而变化）。几百万年前，火星自转轴的倾角为45度，而非现在的25度。它的倾斜度变化很大，因为它的两颗小卫星无法像能稳住地球的月球那样来稳住它。
火星上的许多特征，包括都特罗尼勒斯桌山群，被认为都含有大量的水冰。有关冰起源最流行的模型是行星自转轴倾斜度的巨大变化所引起的气候改变，有时倾斜度甚至超过80度，倾斜度的巨大变化解释了火星上许多富冰的地貌特征。
研究显示，当火星倾角从目前的25度上升到45度时，两极的冰就不再稳定。此外，在这种高倾角下，储存的固体二氧化碳（干冰）升华，从而增加了大气压，而大气压的增加又会使更多尘埃滞留在大气层中，大气中的水分将以雪或冰的形式附着在尘埃颗粒上。计算表明，这种物质主要集中在中纬度地区。
火星大气层环流模型预测了富冰尘埃聚集于发现富冰特征的相同区域。当倾斜度开始回复到较低水平时，冰升华（直接转化为气体）并留下一层尘埃。滞后的沉积层覆盖了下面的地层，因此在每一轮高倾角循环中，一些富冰层仍被留在下面 。注意，平坦的覆盖层可能只代表相对较近的地层。

## 多边形图案地
在火星某些地区，多边形图案地表（Polygonal patterned ground）很常见，其原因认为是地面上冰升华所引起。升华是固体冰的直接气化，类似于地球上干冰的情况。火星上呈现多边形地面的地方可能表明未来定居者可在那里找到水冰。图案地面形成于在不同气候，从天空飘落的覆盖层（称为纬度相关覆盖层）。

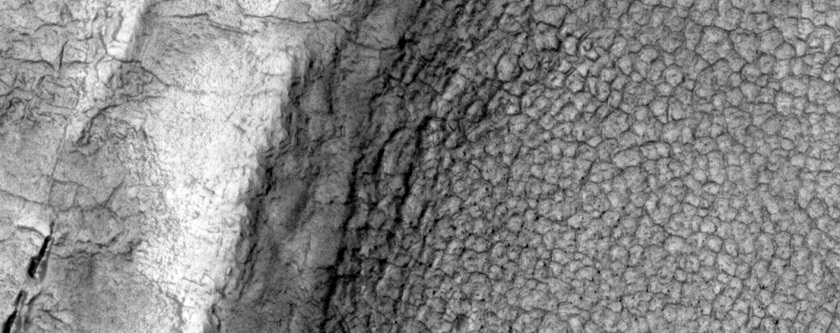
HiWish计划下高分辨率成像科学设备所看到的高中心多边形为都特罗尼勒斯桌山群的碎屑围裙顶部。
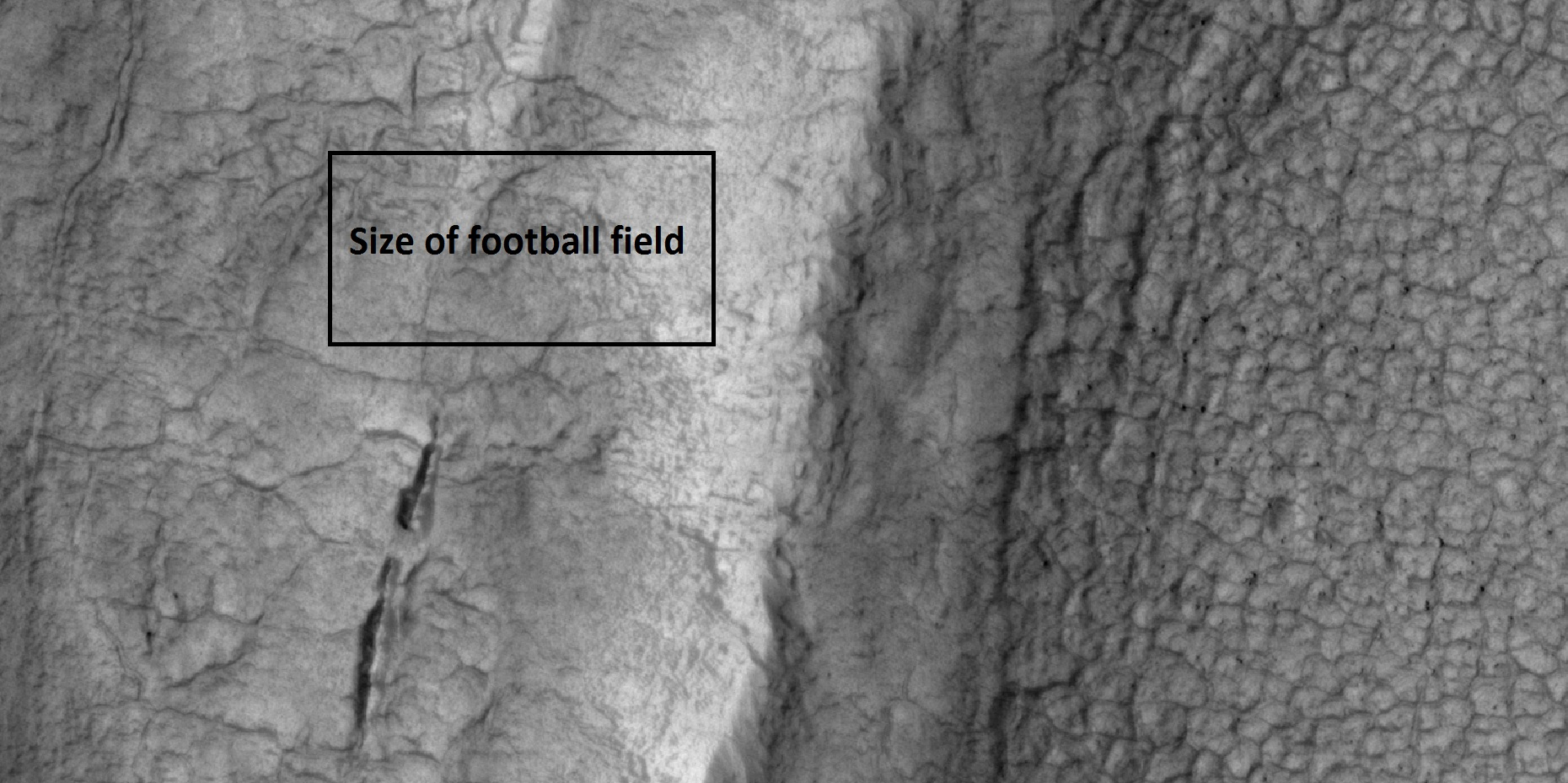
HiWish计划下高分辨率成像科学设备显示的带缩放比的高中心多边形区高空视场特写。注：黑框区面积与足球场相同
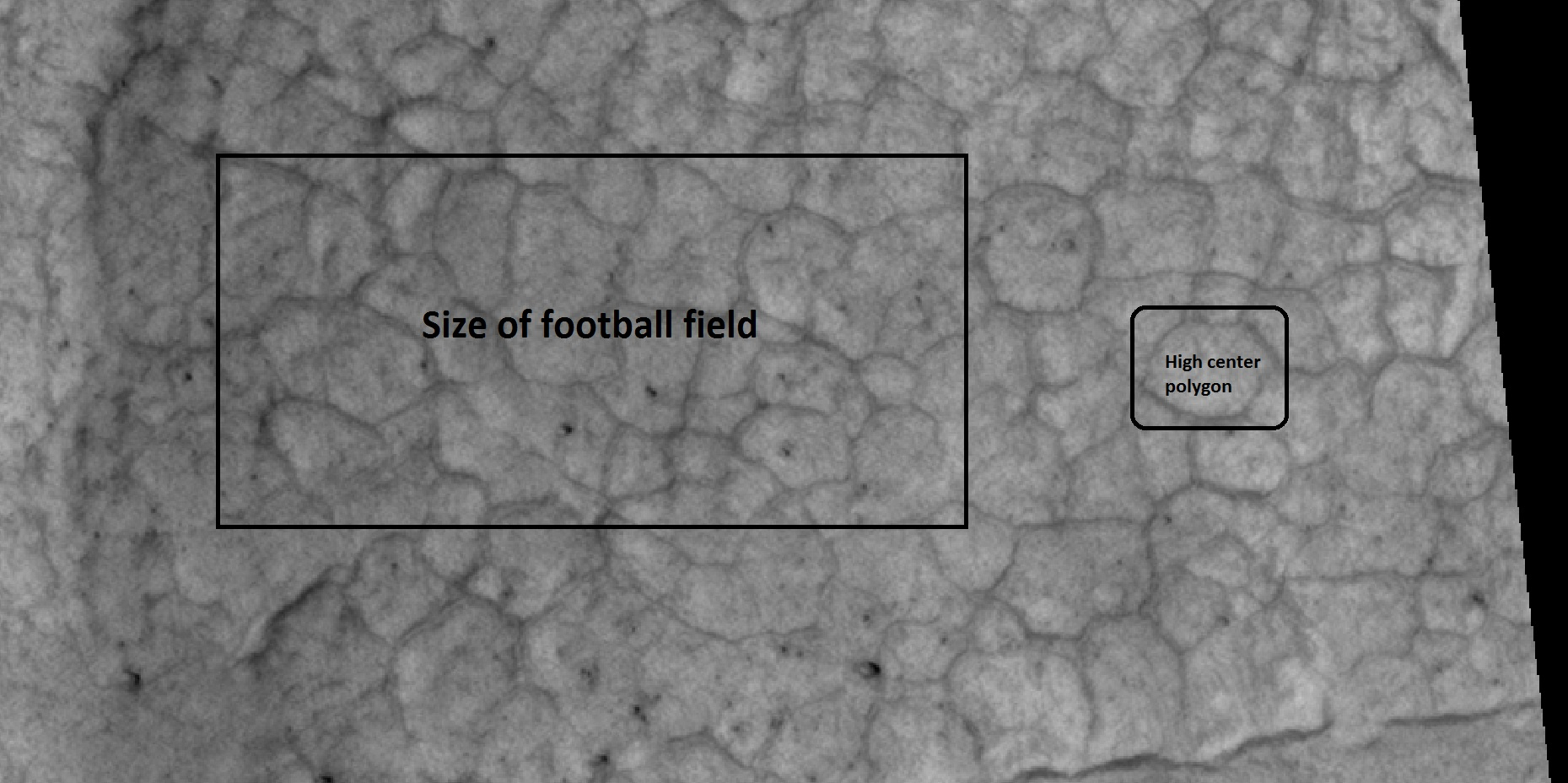
HiWish计划下高分辨率成像科学设备显示的高中心多边形区特写。注：黑框区面积与足球场相同。
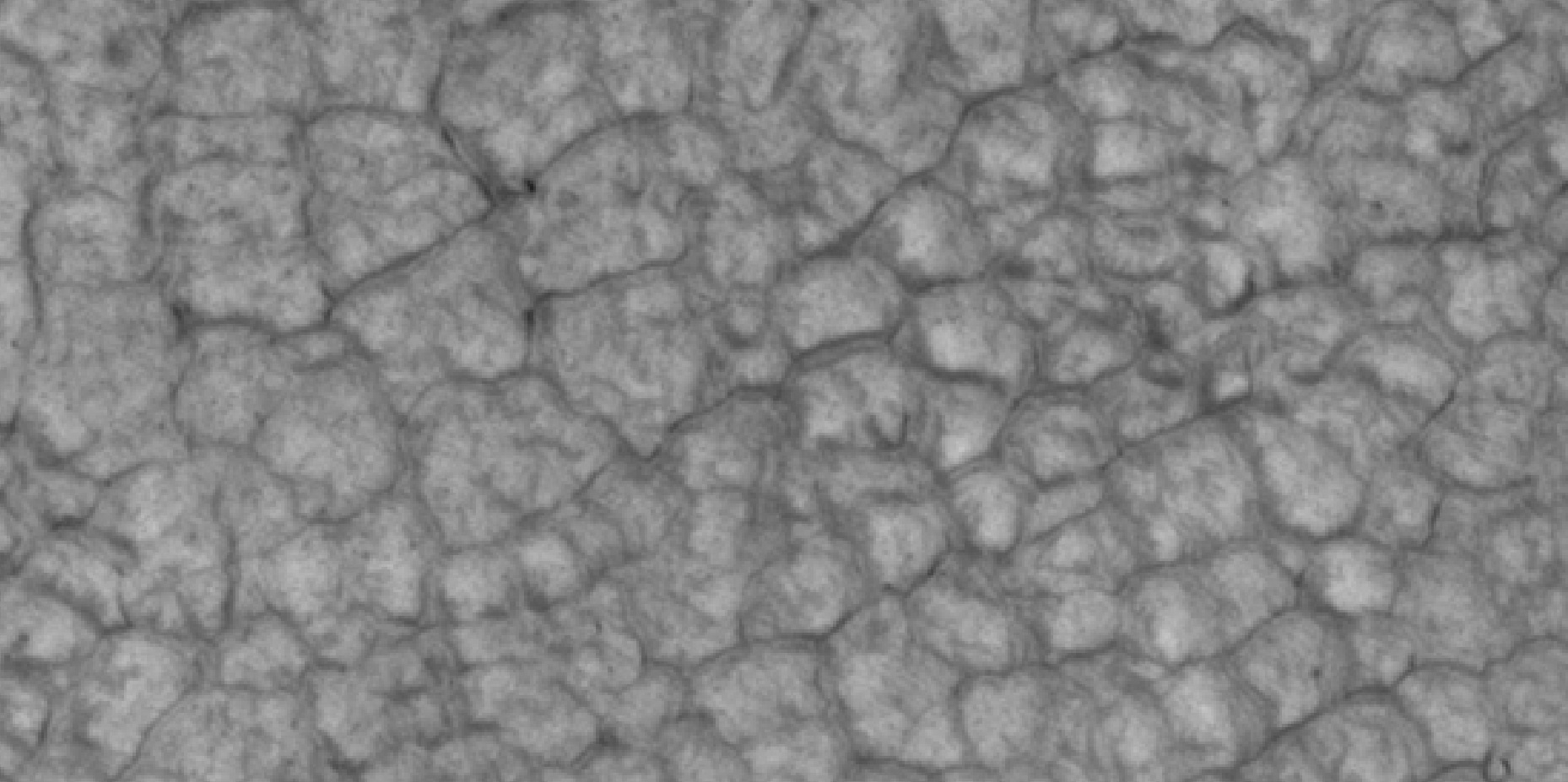
HiWish计划下高分辨率成像科学设备显示的高中心多边形特写，可清楚地看见多边形之间的凹槽。
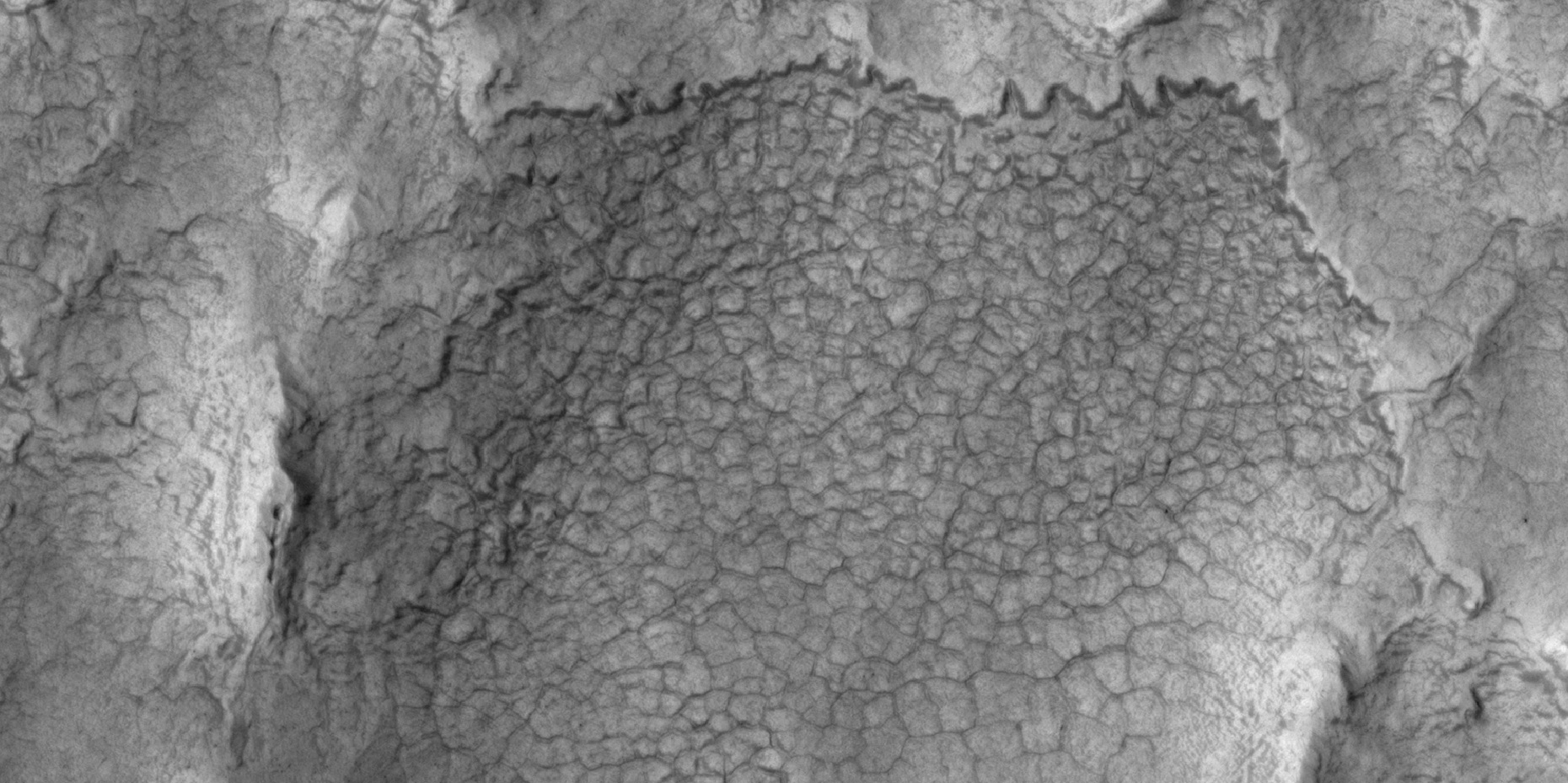
HiWish计划下高分辨率成像科学设备显示的高中心多边形区。

## 上部平原单元
在火星中纬度区发现了一处50-100米厚的残余覆盖层，称为上部平原单元，首次是在都特罗尼勒斯桌山群区探测到，但其他地方也有出现。该残余层由陨石坑和台地上的一系列倾斜层组成，这些倾斜层可能有各种大小和形状，有些看起来像中美洲阿兹特克金字塔。

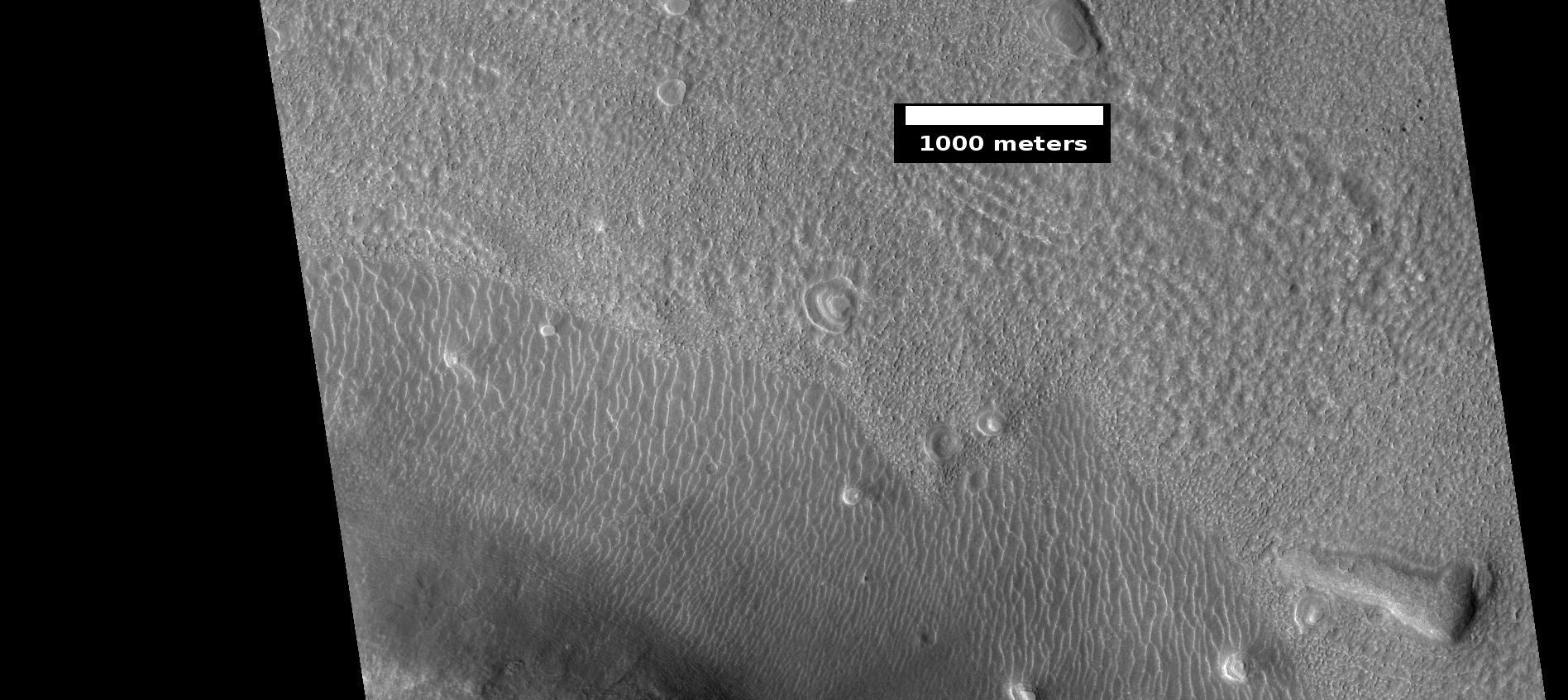
按照 HiWish 计划下高分辨率成像科学设备显示的一组小的倾斜层。

这种单元也会退化为脑纹地形，脑纹地形是一种3-5米高的迷宫状楞脊区。有些山脊可能由冰核构成，因此它们又可能成为未来定居者的水源。

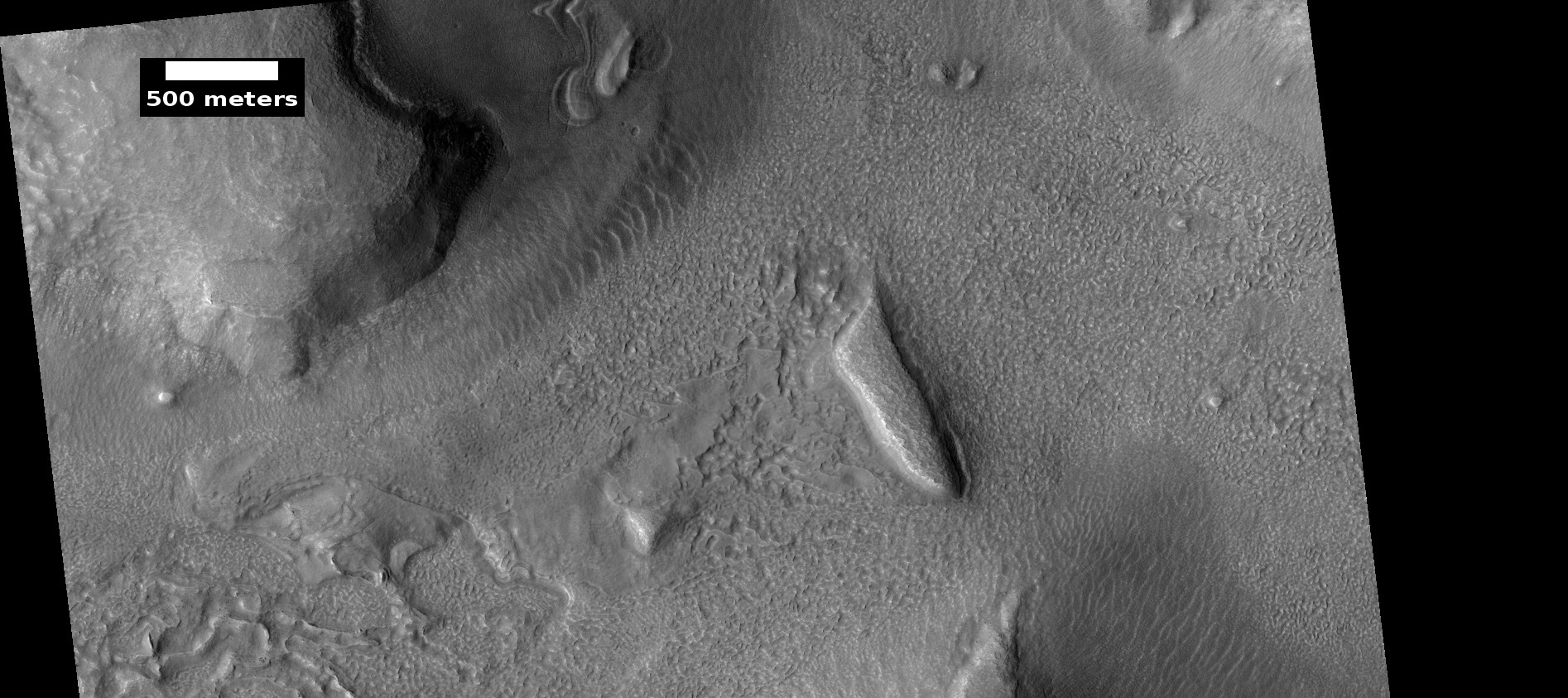
分层特征和脑纹地形，如 HiWish 计划下高分辨率成像科学设备所显示，上层平原单元经常会转变为脑纹地形。

上部平原单元的一些区域显示出大型裂缝和带凸起边缘的凹槽，这些地区被称为肋状上层平原（ribbed upper plains）。据信断裂起始于应力引起的小裂缝，因为当碎屑堆聚集在一起或靠近碎屑堆边缘时，在此类地点就会产生挤压应力，这在肋状上层平原很常见，应力则引发断裂过程。裂缝暴露了更多的地表，因此地层中更多的冰升华到行星稀薄的大气层中。最终，小裂缝变成为大峡谷或大槽沟。

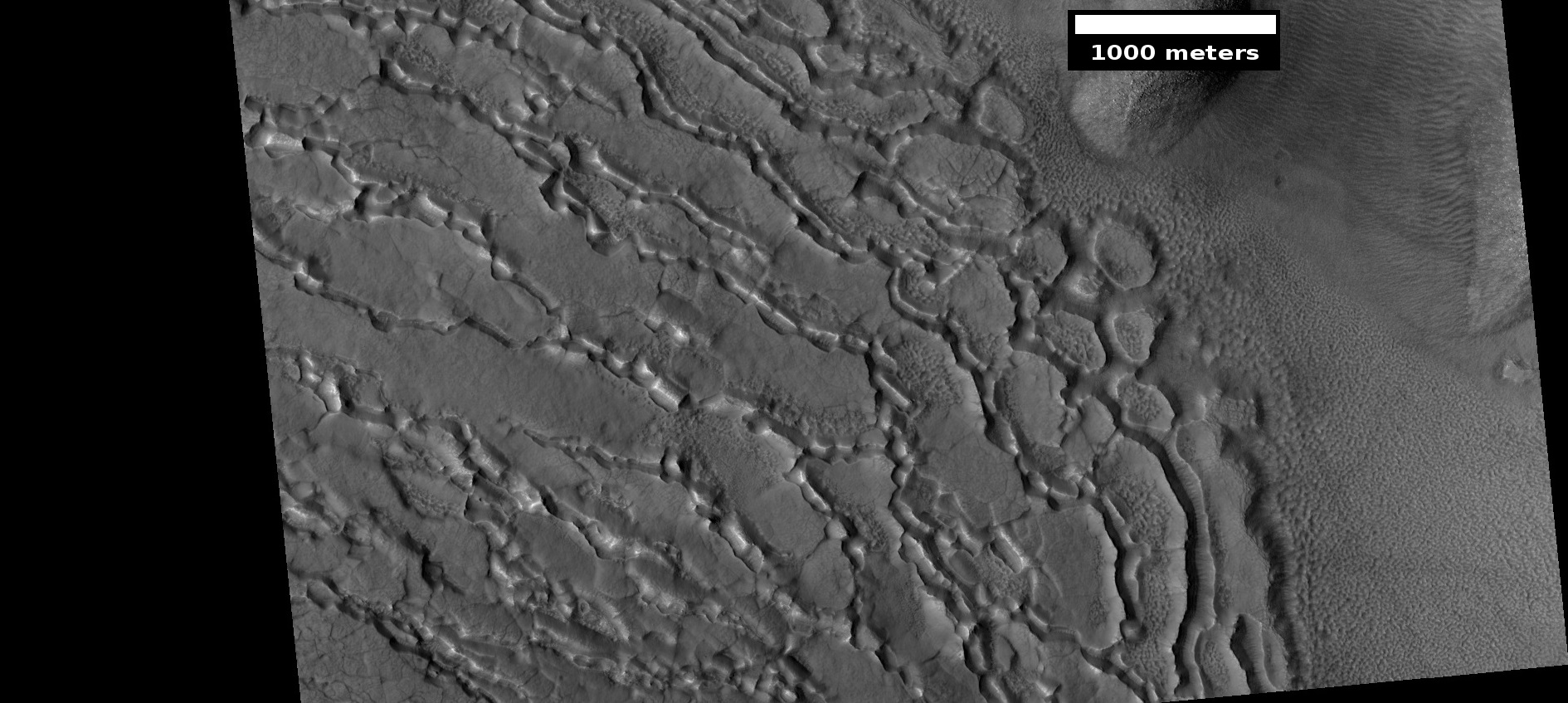
发育良好的肋状上平原地层，它们起始于小裂缝，随着冰从表面裂缝中升华而扩展。该照片为HiWish 项目指示高分辨率成像科学设备拍摄。
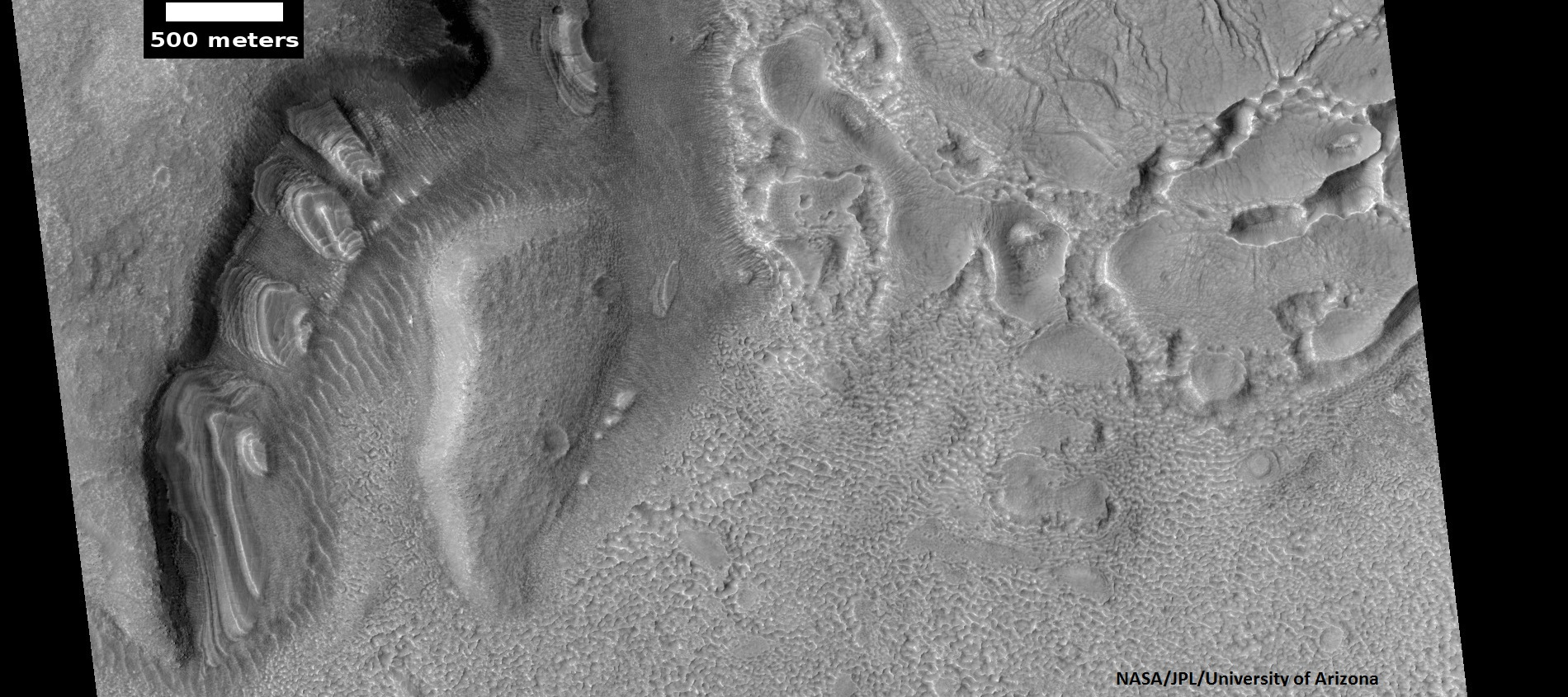
HiWish 计划也使用高分辨率成像科学设备显示了倾斜层，在图片右上角可看到肋状上平原地层，它形成于上部平原单元，反过来又会被侵蚀成脑纹地形。
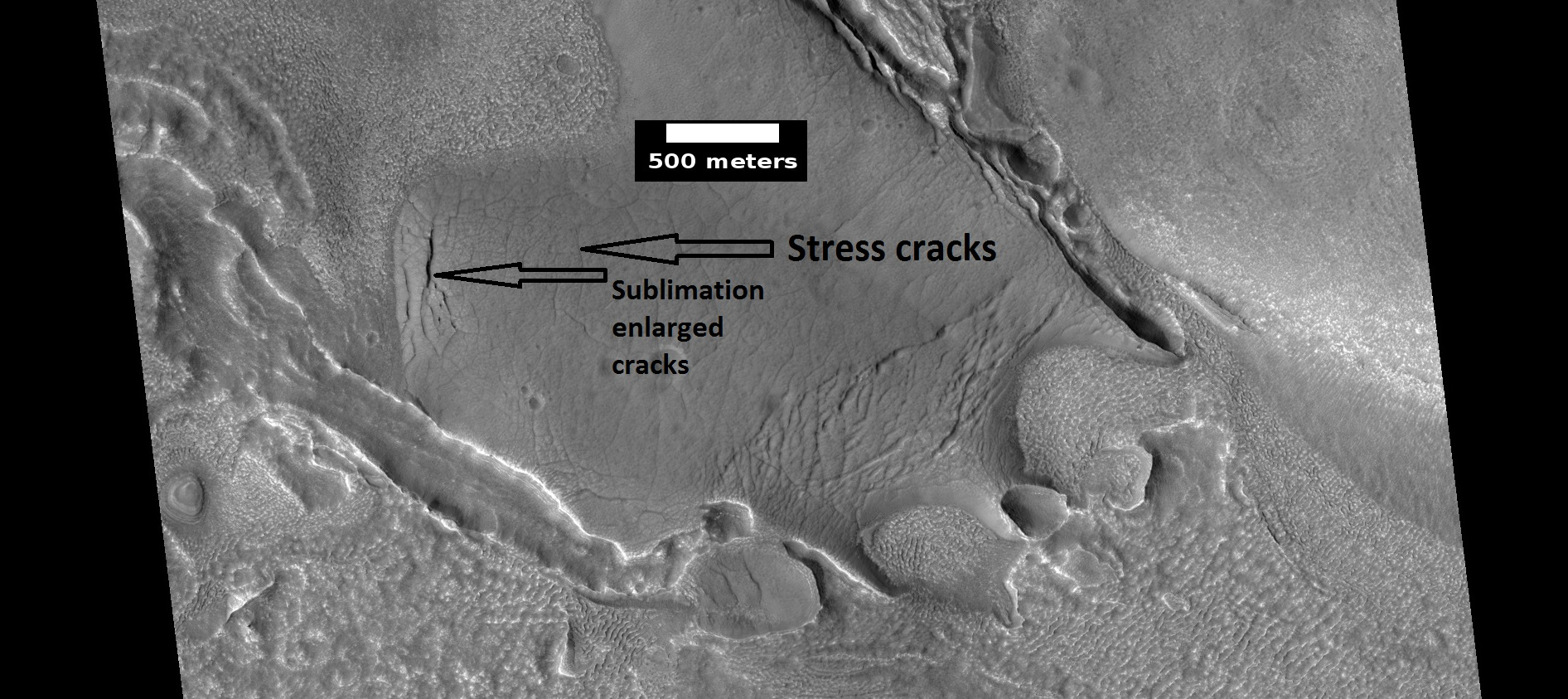
应力缝和因升华（冰直接气化）而扩大的较大裂缝图，这可能是肋状地形的开始。
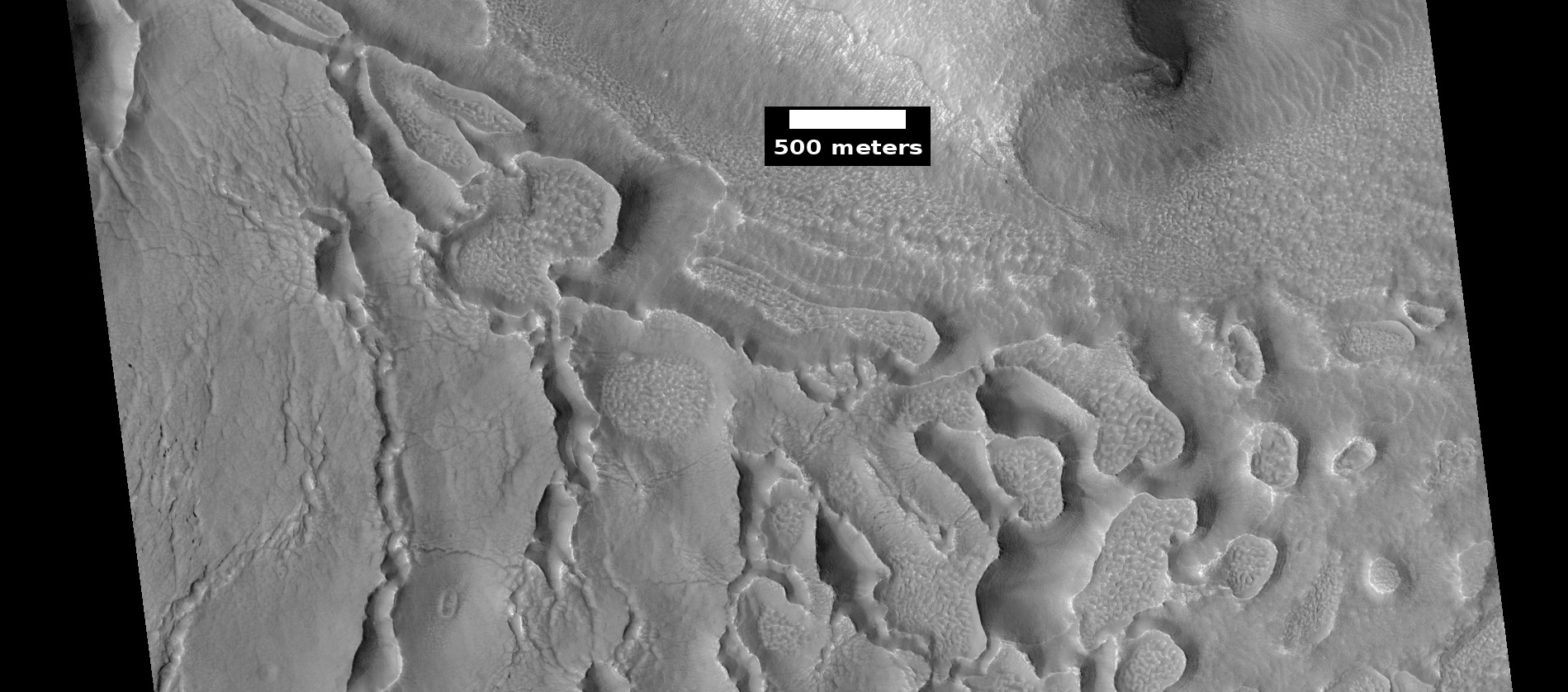
如HiWish计划下高分辨率成像科学设备所示，应力纹引起的肋状地形演变-左侧的裂缝最终会扩大演变成图片右侧的肋状地形。
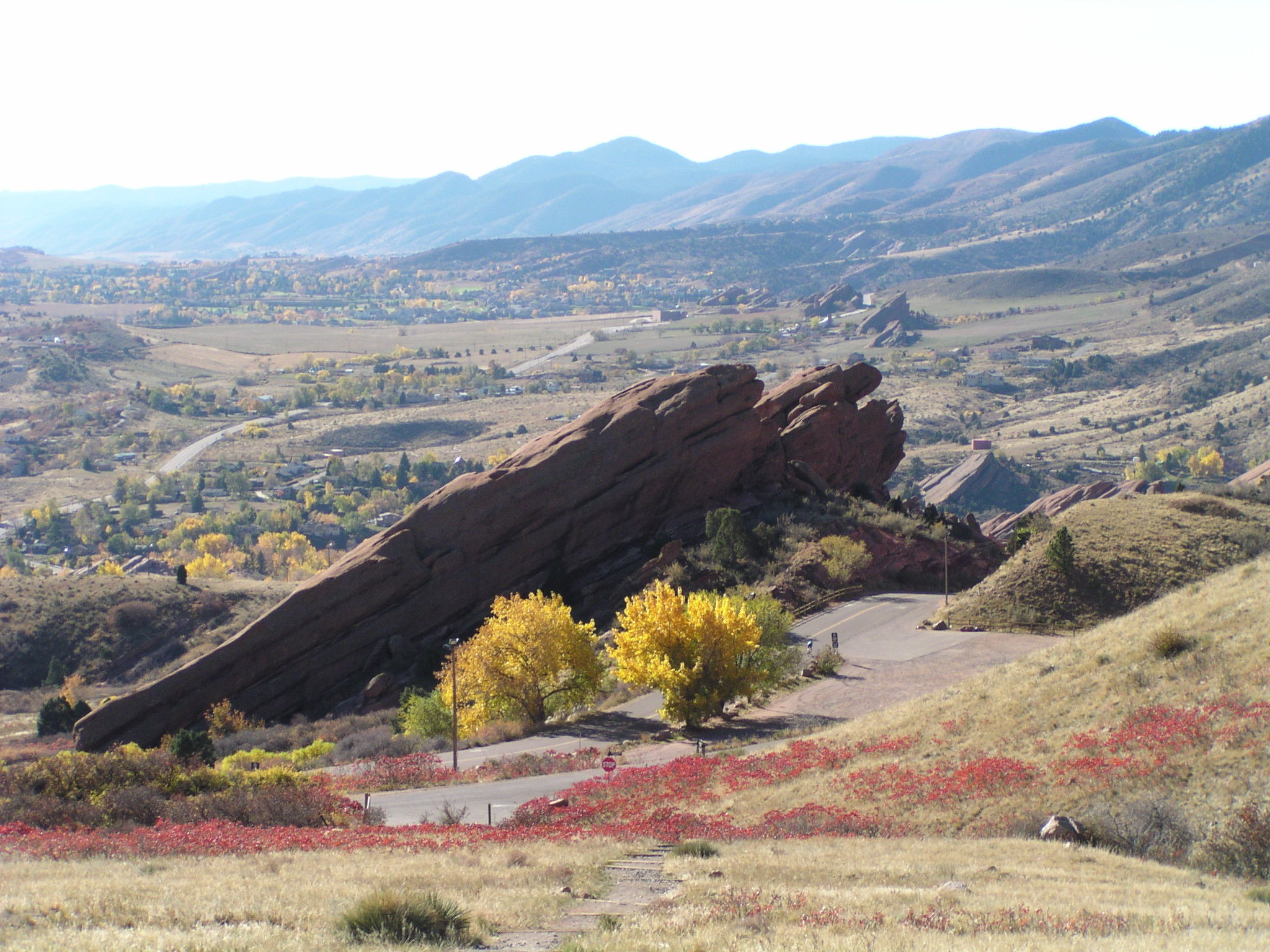
科罗拉多州红岩公园的层状特征。它的起源与火星上的不同，但形状类似。红岩区的地质特征是由山脉隆起所引起。

小裂缝通常包含小洞坑和洞坑链，被认为产生于地表冰的升华。
火星表面大部分区域都蕴含了水冰，冰被一层1米厚的尘埃和其他物质所保护。然而，一旦出现地表缝，将会使水冰暴露在稀薄的大气层中，在很短时间内，冰将消失在寒冷稀薄的大气中，这一过程称为升华，干冰在地球上也有类似的行为。当凤凰号火星探测器发现裸露的冰块在几天内就消失时，则察觉到了火星上的升华现象。此外，高分辨率成像科学设备还发现了坑底有冰的新陨坑，但隔了一段时间后，它看到的冰沉积物就已消失无踪了。

在四天的时间里，被挖开的“渡渡鸟-金凤花”沟中模具大小的白色物质消失了，这意味着它们是由冰组成的，冰在暴露后就会升华[37]。
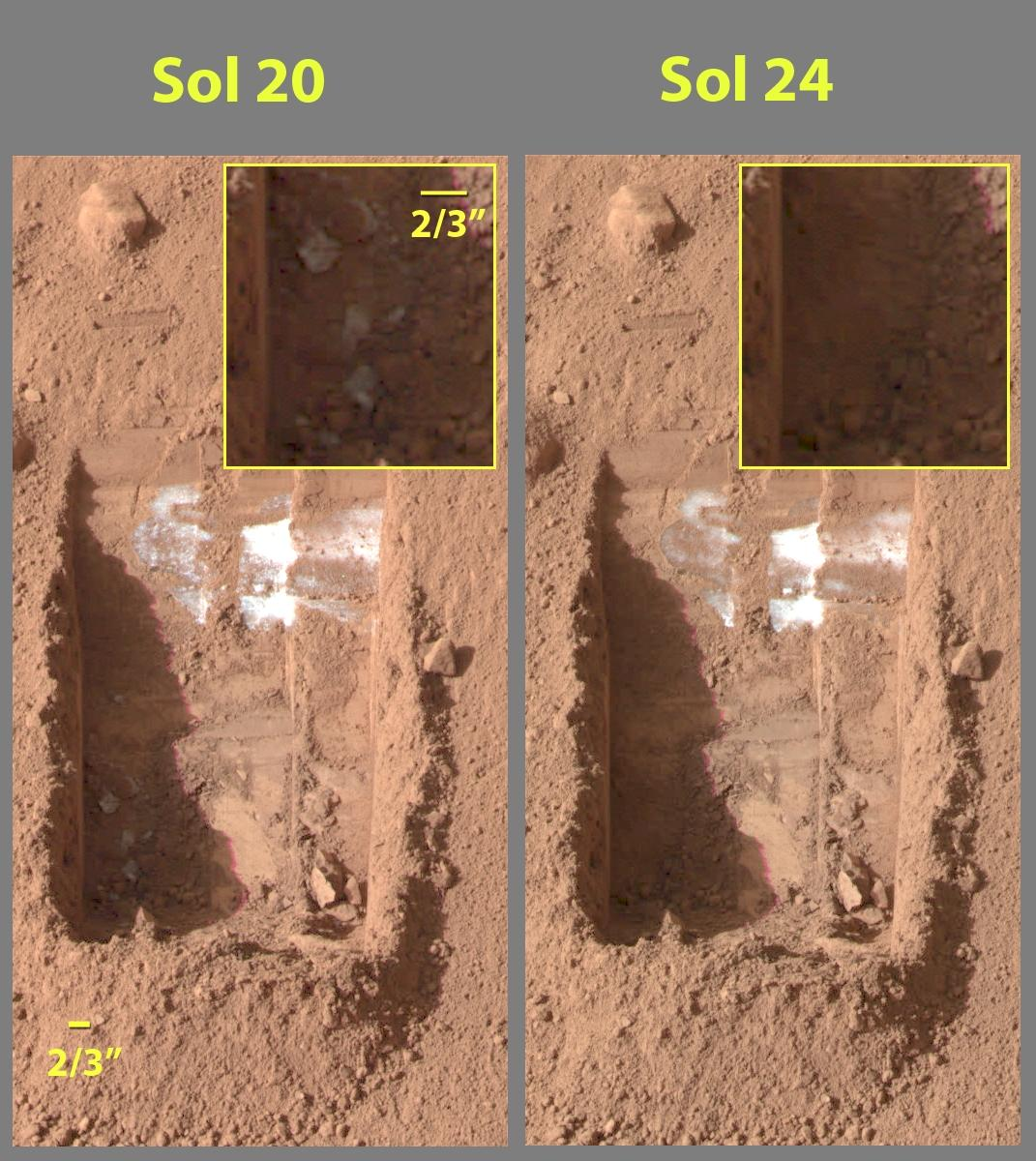
彩色照片显示了冰的升华，图片右上角插图为放大了的挖沟左下角。

据认为，上部平原单元来自于天空降落的物质，它覆盖在各种表面上，好似均匀飘落。与其他覆盖沉积物一样，上层平原单元具有层状、细粒度和富含冰，它分布普遍，似乎没有来源点。火星某些区域的表面外观是由于该单元的退化造成的，它也是造成舌状岩屑坡表面外观的主要原因。据信，上部平原覆盖层单元和其他覆盖层单元的分层是由该行星气候的重大变化所导致。模型预测，随着地质时间推移，火星自转轴倾角或倾斜度可能会从目前的25度改变到超过80度。高倾斜期间将导致火星极地冰盖中的冰重新分布，并改变大气层中的尘埃含量。

## 其它图片

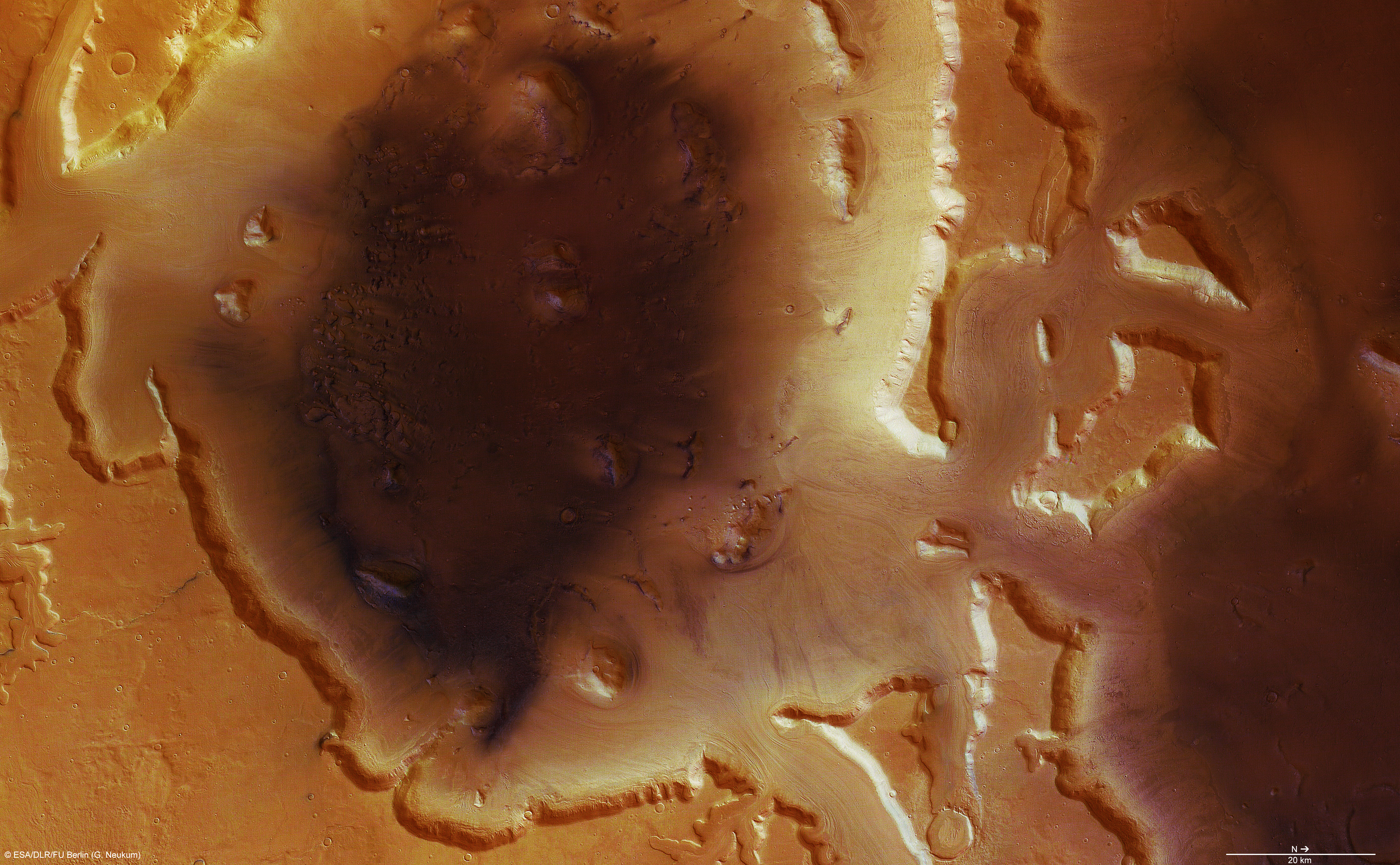
2005 年 3 月 14 日拍摄的都特罗尼勒斯桌山群照片。
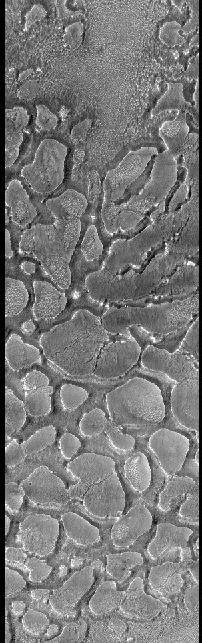
火星全球探勘者号显示的都特罗尼勒斯桌山群。
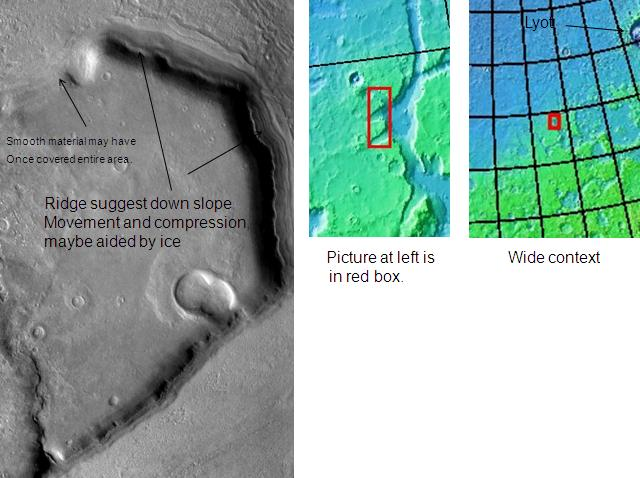
热辐射成像系统显示，都特罗尼勒斯桌山群山脊反映了沉积物的移动。
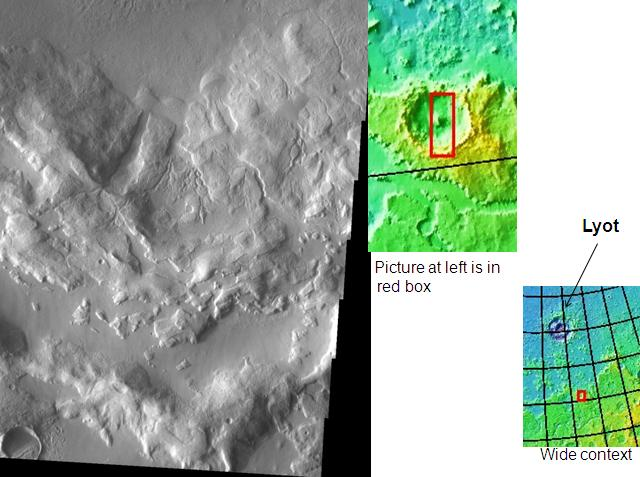
热辐射成像系统显示的都特罗尼勒斯桌山群中一座陨坑壁中的小山谷。

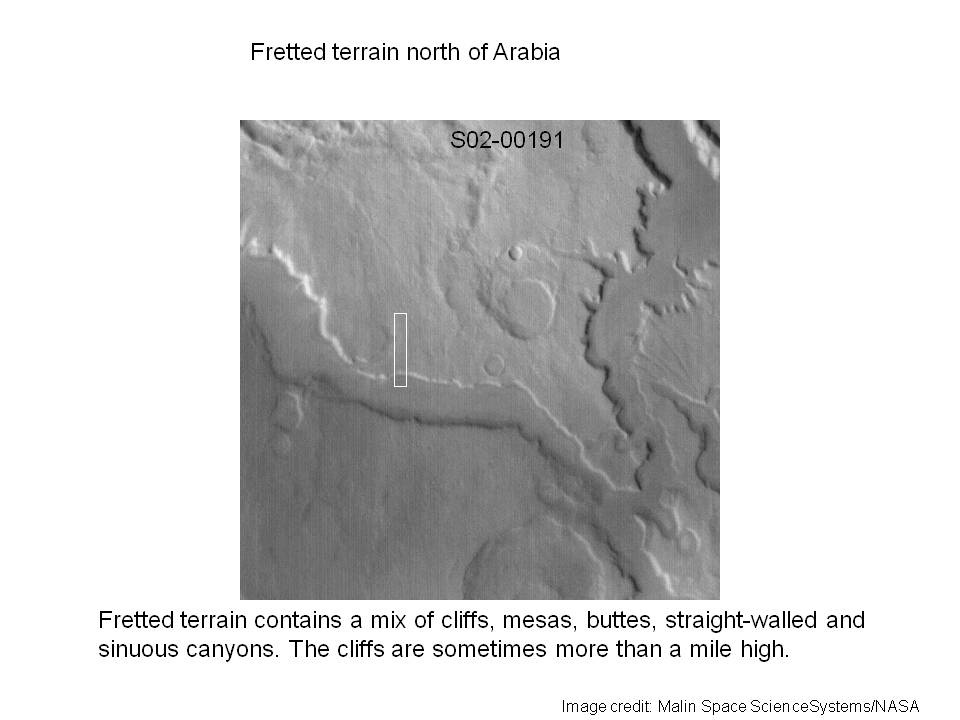
都特罗尼勒斯桌山群和伊斯墨诺斯湖区中的锐蚀地形，显示了平坦的谷底和悬崖。由火星全球探勘者号上的火星轨道器相机（MOC）拍摄。
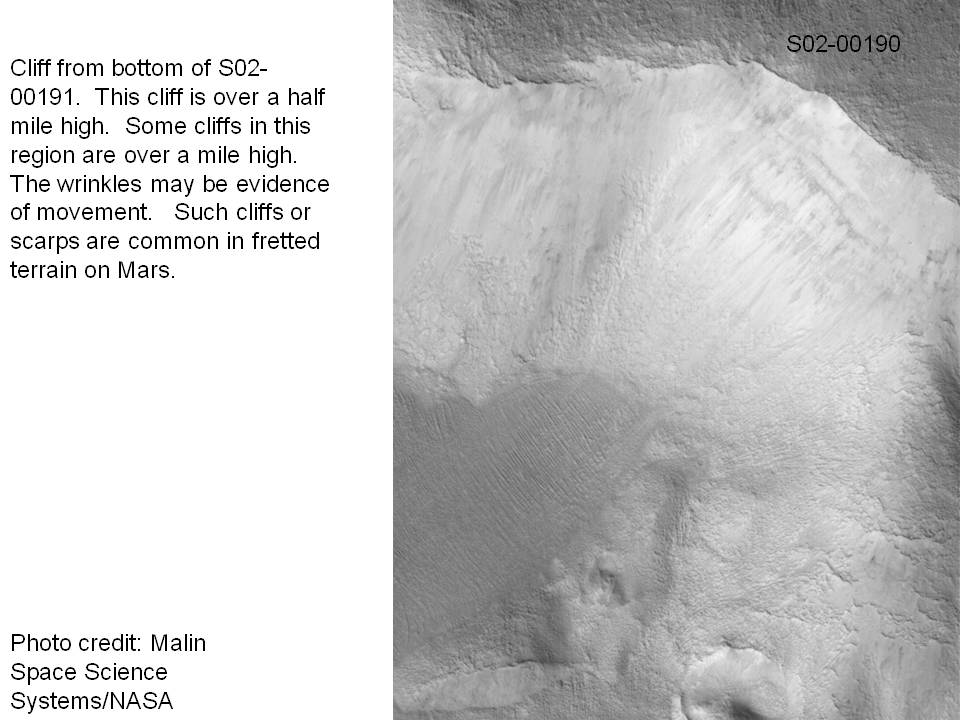
左边照片中显示悬崖部分的放大。由火星全球探勘者号（MGS）上高分辨率照相机拍摄。
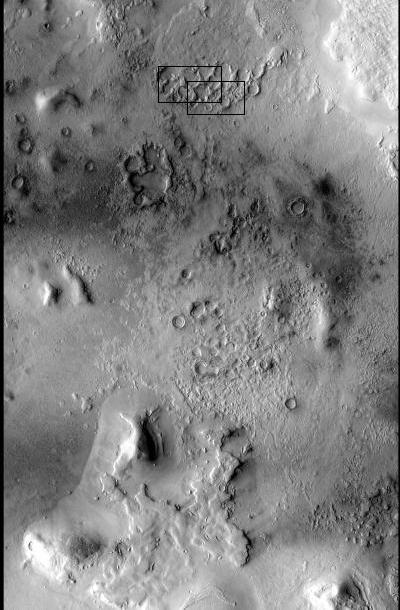
背景相机拍摄的都特罗尼勒斯桌山群照片，显示了下二幅照片的位置。
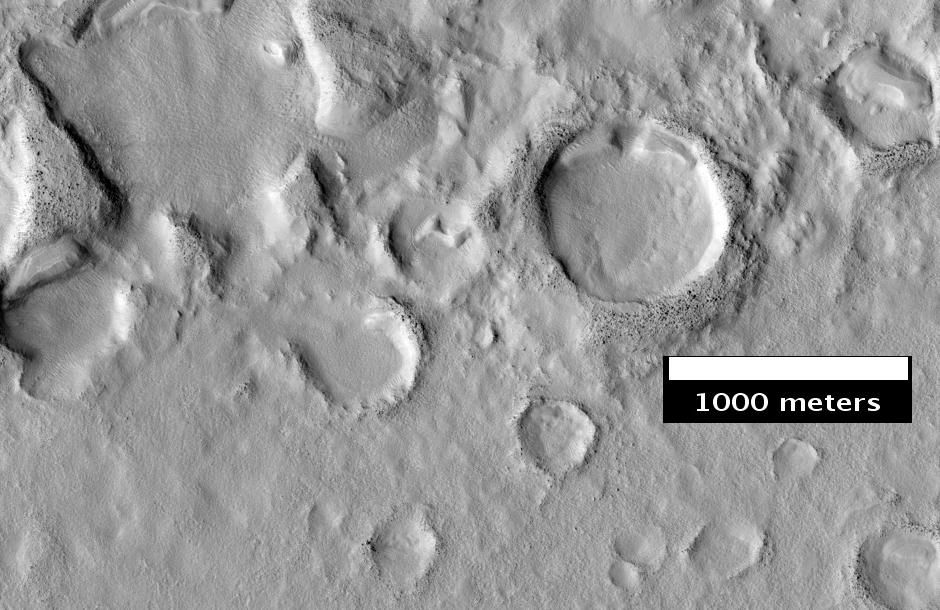
HiWish计划下高分辨率成像科学设备显示的都特罗尼勒斯桌山群中的侵蚀地形。
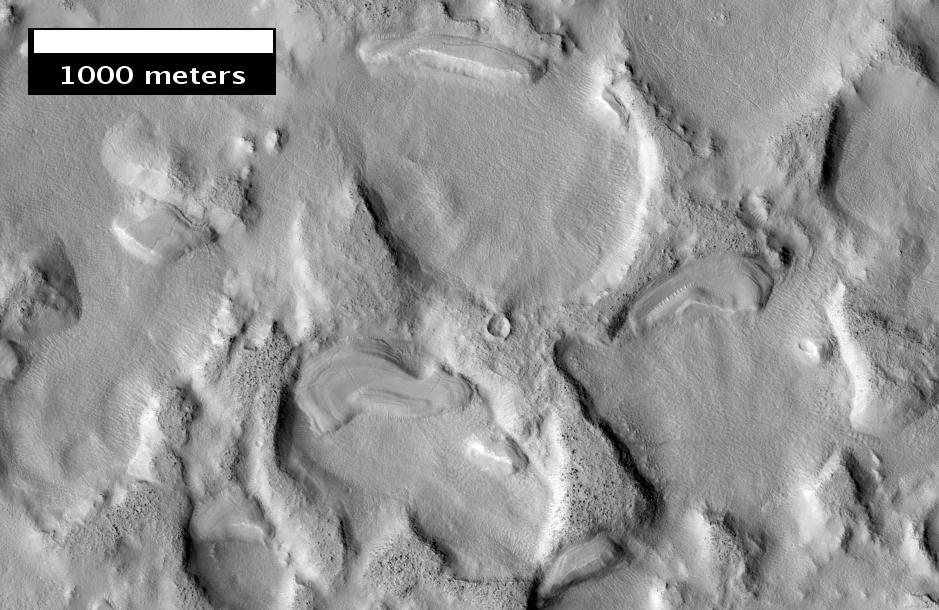
HiWish计划下高分辨率成像科学设备显示的另一幅都特罗尼勒斯桌山群侵蚀地形照片。
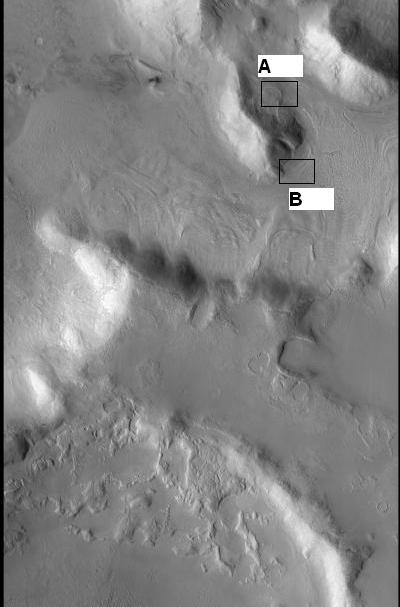
背景相机照片显示了下二幅高分辨率成像科学设备拍摄的图像位置，位于伊斯墨诺斯湖区。
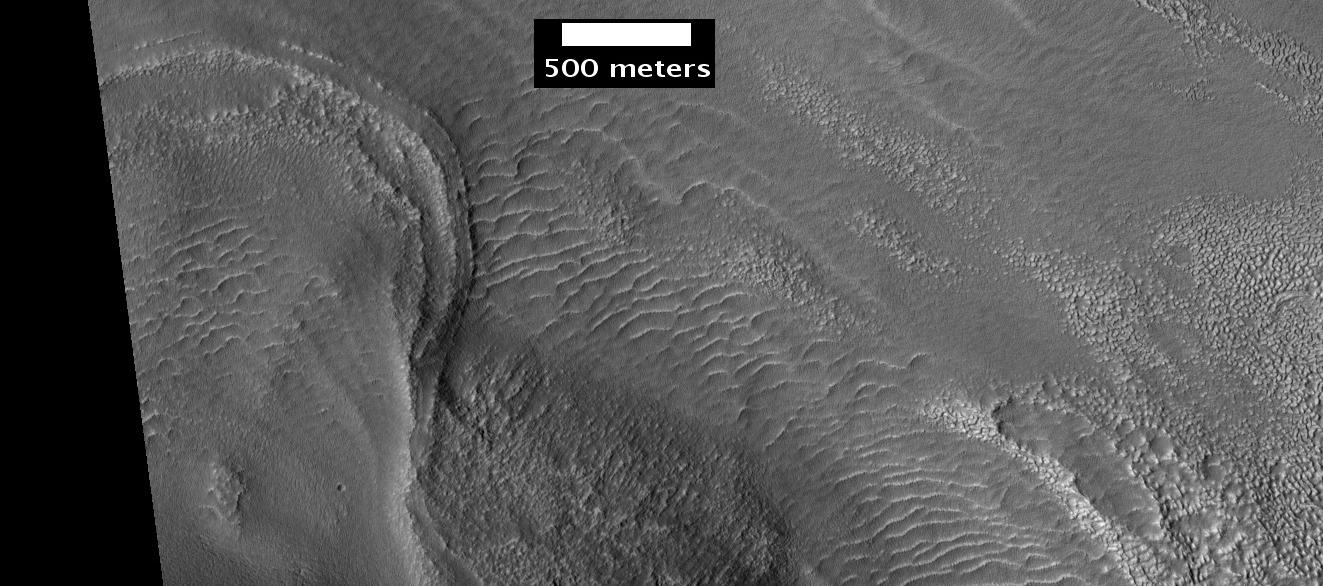
HiWish计划下高分辨率成像科学设备观察到的都特罗尼勒斯桌山群中，一座可能是过去冰川末端冰碛的土丘。该图像的位置是前一图像中所标注的A框。
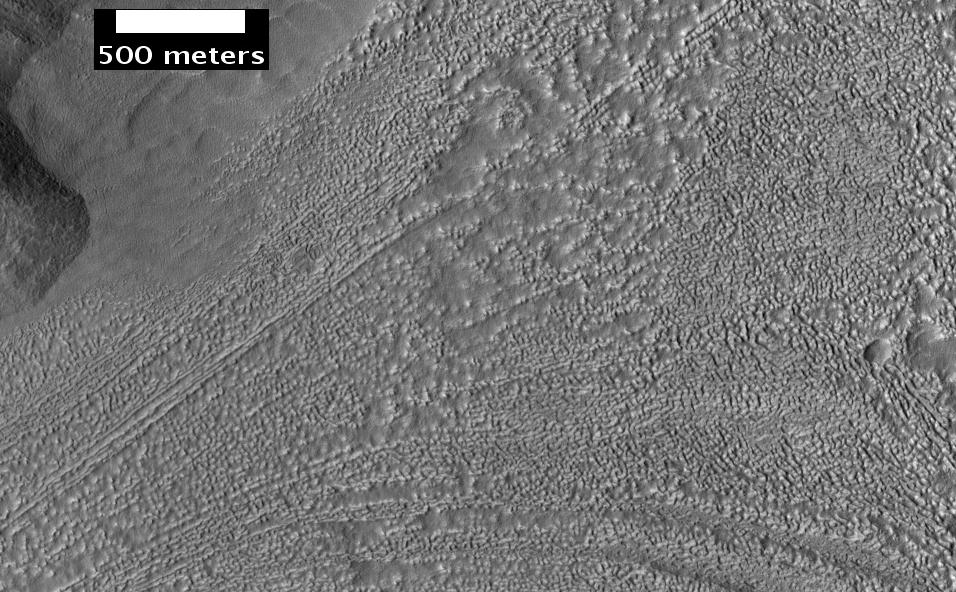
HiWish计划下高分辨率成像科学设备观察到的都特罗尼勒斯桌山群中，环土丘周边的复杂表面。该图像的位置位于上面背景相机照片中标注的B框内。
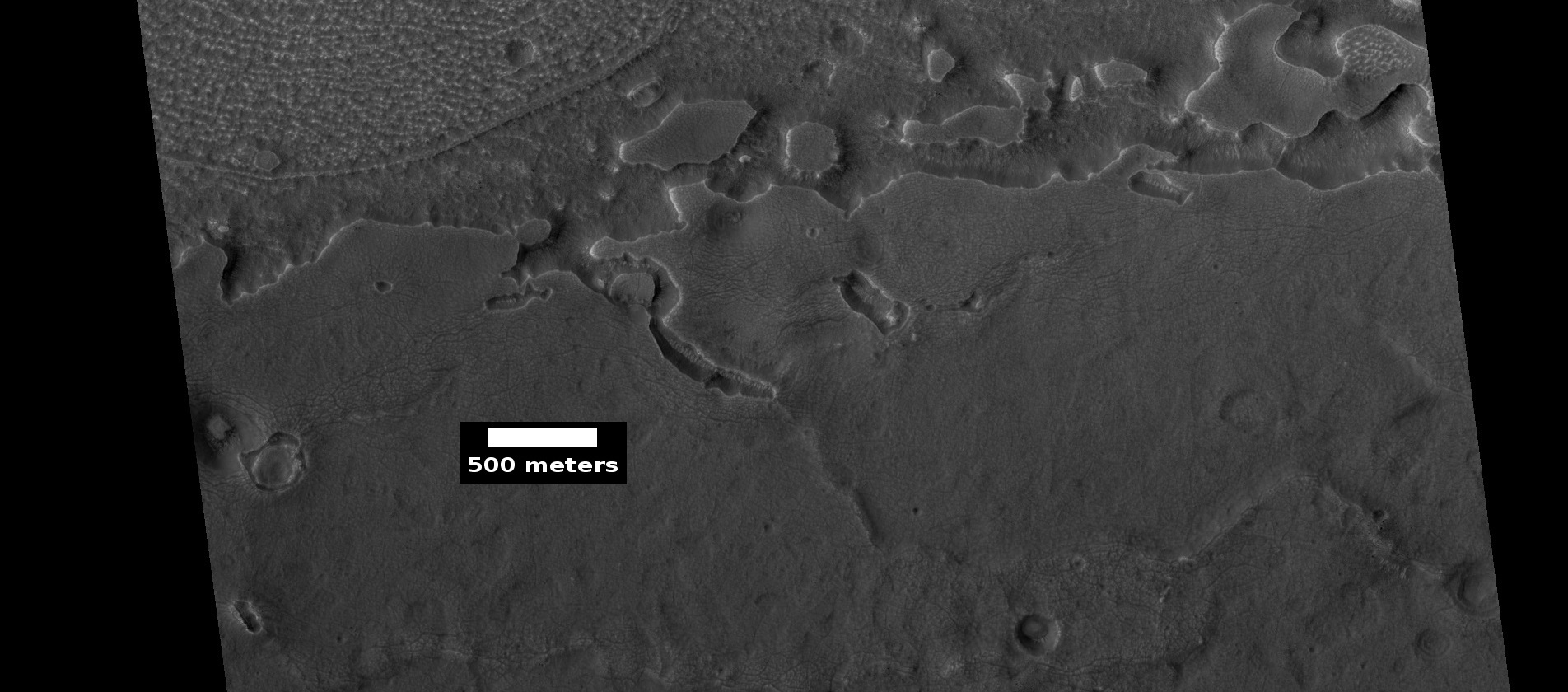
高分辨率成像科学设备显示的都特罗尼勒斯桌山群中被掏空的地形。
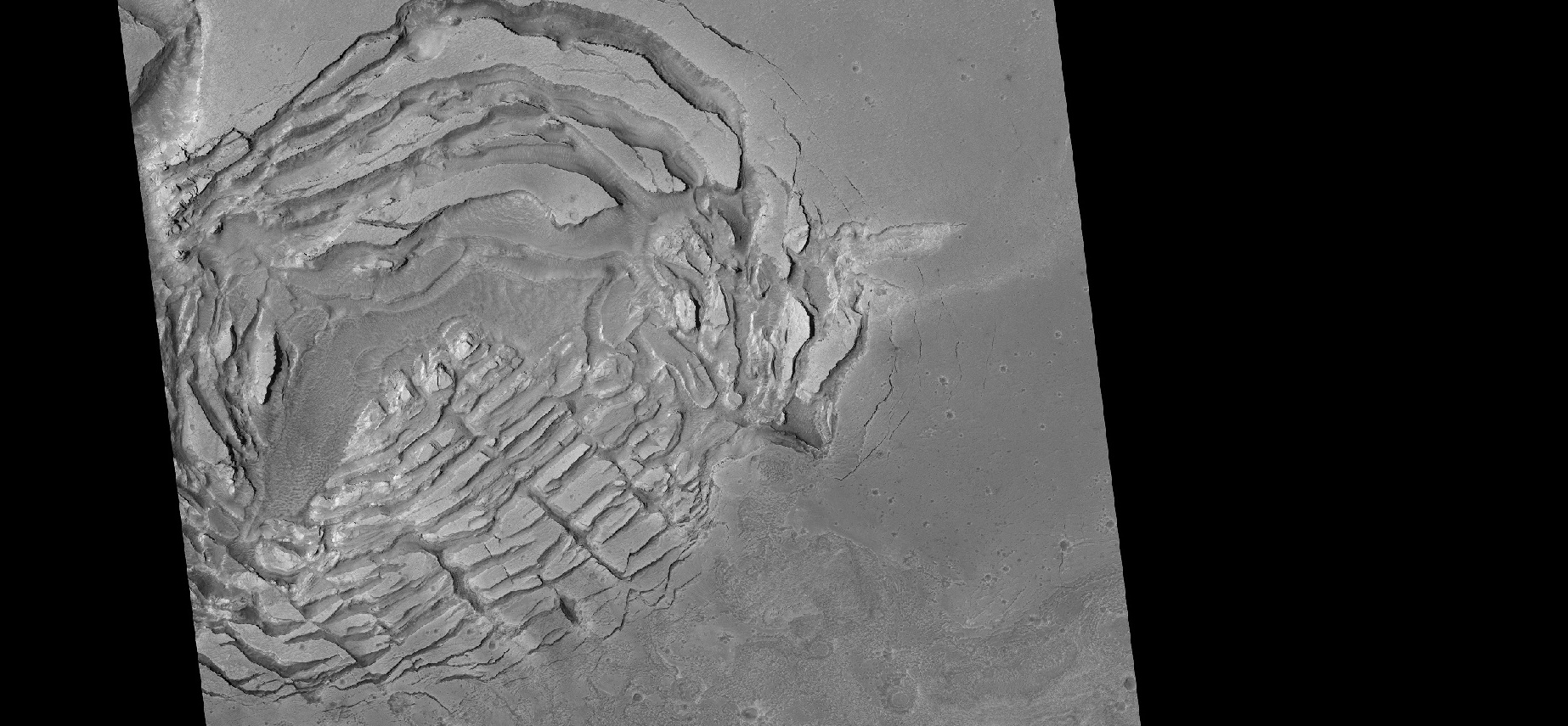
高分辨率成像科学设备显示的大群同心裂纹。

## 另请参阅
- 火星地质
- 冰川
- 火星冰川
- 伊斯墨纽斯湖区
- 火星分界
- 尼罗瑟提斯桌山群
- 普罗敦尼勒斯桌山群